# بازیگر سال گالوپ کره

جایزه بازیگر فیلم سال گالوپ کره (کره‌ای: 한국갤럽 올해를 빛낸 영화배우 1위) و جایزه بازیگر تلویزیونی سال گالوپ کره (کره‌ای: 한국갤럽 올해를 빛낸 탤런트 1위) سالانه از طریق یک نظرسنجی عمومی که گالوپ کره در پایان سال در سراسر کره جنوبی برگزار می‌کند، انتخاب می‌شوند. این نظرسنجی از سال ۲۰۰۵ شروع شد و تنها افراد بالای ۱۳ سال در آن شرکت می‌کنند.

## فهرست گیرنده‌ها

### دههٔ ۲۰۱۰
| سال  | بازیگر فیلم    | رأی ٪ | بازیگر تلویزیون | رأی ٪ | منابع         |
| ---- | -------------- | ----- | --------------- | ----- | ------------- |
| ۲۰۱۰ | وون بین        | ۳۰٫۷٪ | گو هیون جونگ    | ۲۹٫۵٪ | [ ۳ ] [ ۴ ]   |
| ۲۰۱۱ | وون بین        | ۱۱٫۳٪ | هیون بین        | ۹٫۲٪  | [ ۵ ] [ ۶ ]   |
| ۲۰۱۲ | لی بیونگ هون   | ۳۷٫۶٪ | سونگ جونگ کی    | ۱۸٫۲٪ | [ ۷ ] [ ۸ ]   |
| ۲۰۱۳ | سونگ کانگ هو   | ۲۲٫۵٪ | لی بو یونگ      | ۱۱٫۰٪ | [ ۱ ] [ ۹ ]   |
| ۲۰۱۴ | چوی مین شیک    | ۴۲٫۳٪ | کیم سو هیون     | ۱۹٫۶٪ | [ ۱۰ ] [ ۱۱ ] |
| ۲۰۱۵ | یو آه این      | ۲۶٫۹٪ | هوانگ جونگ مین  | ۱۴٫۴٪ | [ ۱۲ ] [ ۱۳ ] |
| ۲۰۱۶ | هوانگ جونگ مین | ۲۱٫۲٪ | پارک بو گوم     | ۳۵٫۲٪ | [ ۱۴ ] [ ۱۵ ] |
| ۲۰۱۷ | سونگ کانگ هو   | ۳۵٫۰٪ | سونگ جونگ کی    | ۱۷٫۹٪ | [ ۱۶ ] [ ۲ ]  |
| ۲۰۱۸ | ما دونگ سوک    | ۱۹٫۹٪ | لی بیونگ هون    | ۱۲٫۹٪ | [ ۱۷ ] [ ۱۸ ] |
| ۲۰۱۹ | سونگ کانگ هو   | ۲۹٫۸٪ | گونگ هیو جین    | ۱۲٫۴٪ | [ ۱۹ ] [ ۲۰ ] |

### دههٔ ۲۰۲۰
| سال  | بازیگر فیلم  | رأی ٪ | بازیگر تلویزیون | رأی ٪ | منابع         |
| ---- | ------------ | ----- | --------------- | ----- | ------------- |
| ۲۰۲۰ | سونگ کانگ هو | ۲۷٫۸٪ | کیم هی ئه       | ۹٫۴٪  | [ ۲۱ ] [ ۲۲ ] |
| ۲۰۲۱ | لی جونگ جه   | ۳۹٫۷٪ | کیم سون هو      | ۷٫۸٪  | [ ۲۳ ] [ ۲۴ ] |
| ۲۰۲۲ | لی جونگ جه   | ۳۴٫۴٪ | پارک اون بین    | ۱۳٫۶٪ | [ ۲۵ ] [ ۲۶ ] |
| ۲۰۲۳ | ما دونگ سوک  | ۱۸٫۰٪ | نام گونگ مین    | ۲۰٫۲٪ | [ ۲۷ ] [ ۲۸ ] |
| ۲۰۲۴ | ما دونگ سوک  | ۲۶٫۵٪ | کیم ته ری       | ۱۱٫۹٪ | [ ۲۹ ] [ ۳۰ ] |

## نگارخانه

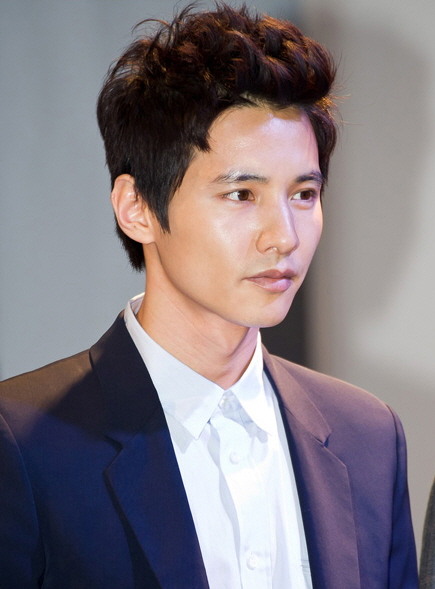
وون بین  (۲۰۱۰–۱۱، فیلم)
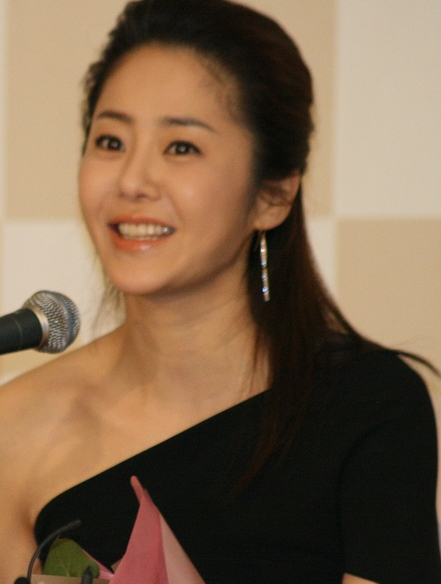
گو هیون جونگ (۲۰۱۰، تلویزیون)
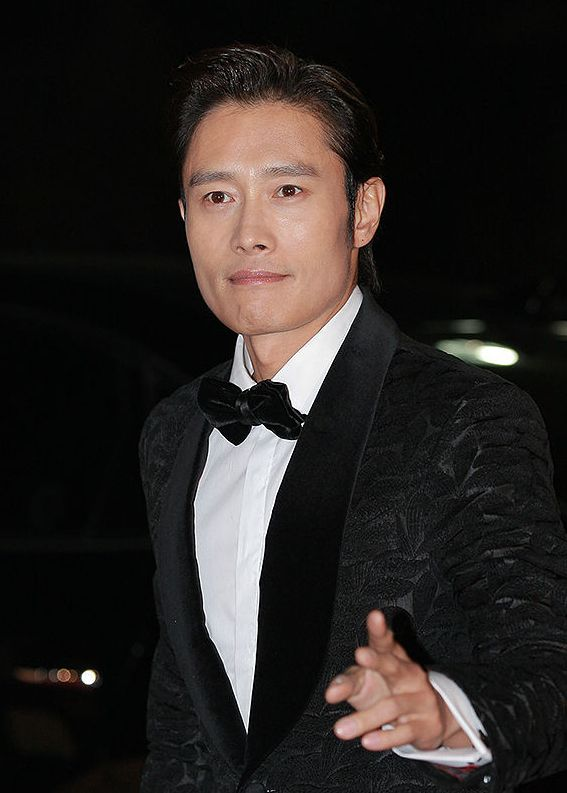
لی بیونگ هون (۲۰۱۲، فیلم و ۲۰۱۸، تلویزیون)
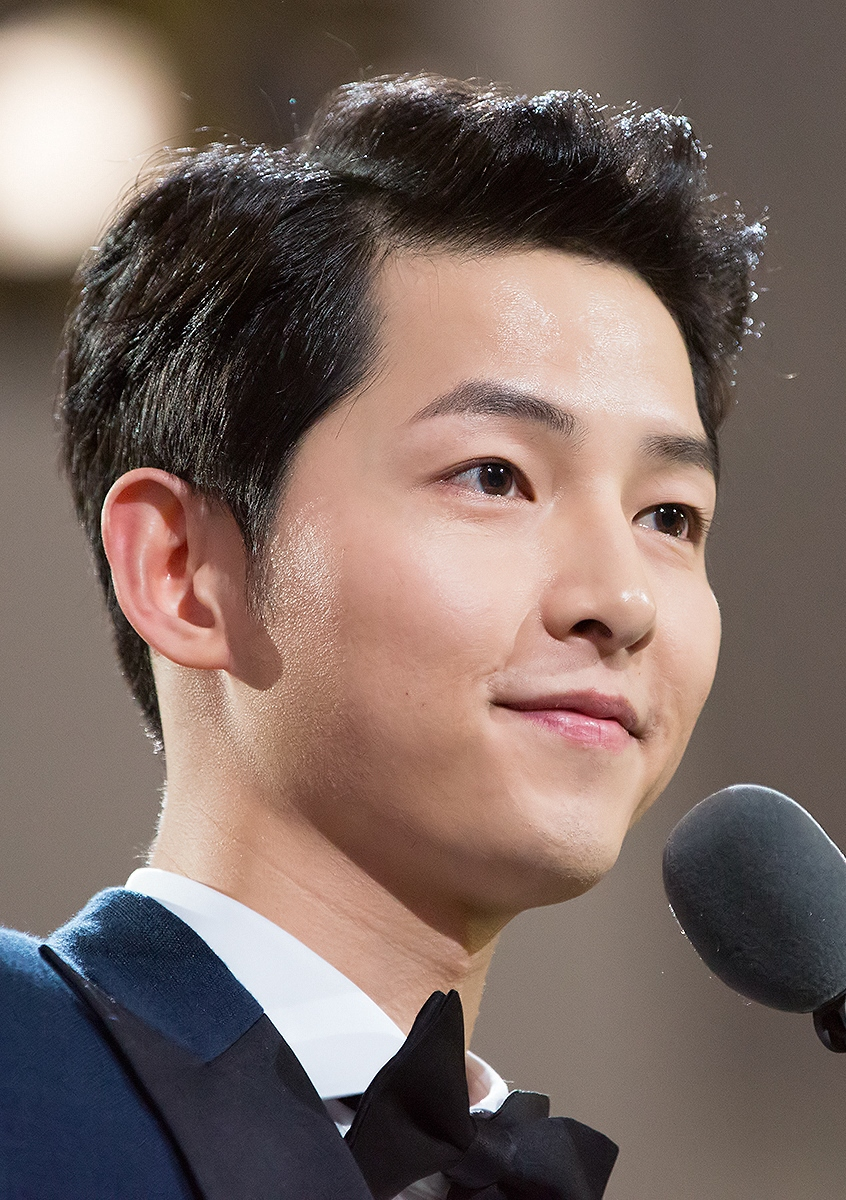
سونگ جونگ کی (۲۰۱۲ و ۲۰۱۷، تلویزیون)
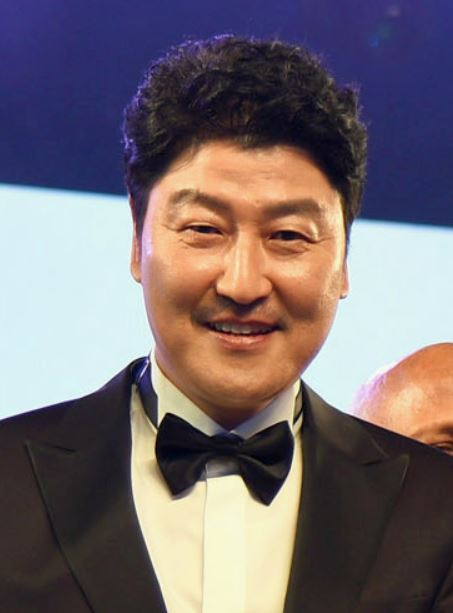
سونگ کانگ هو (۲۰۱۳، ۲۰۱۷ و ۲۰۱۹–۲۰ فیلم)
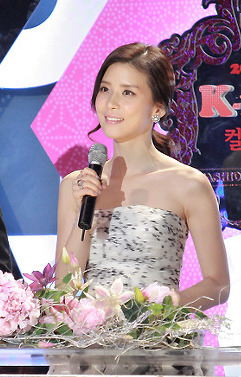
لی بو یونگ (۲۰۱۳، تلویزیون)
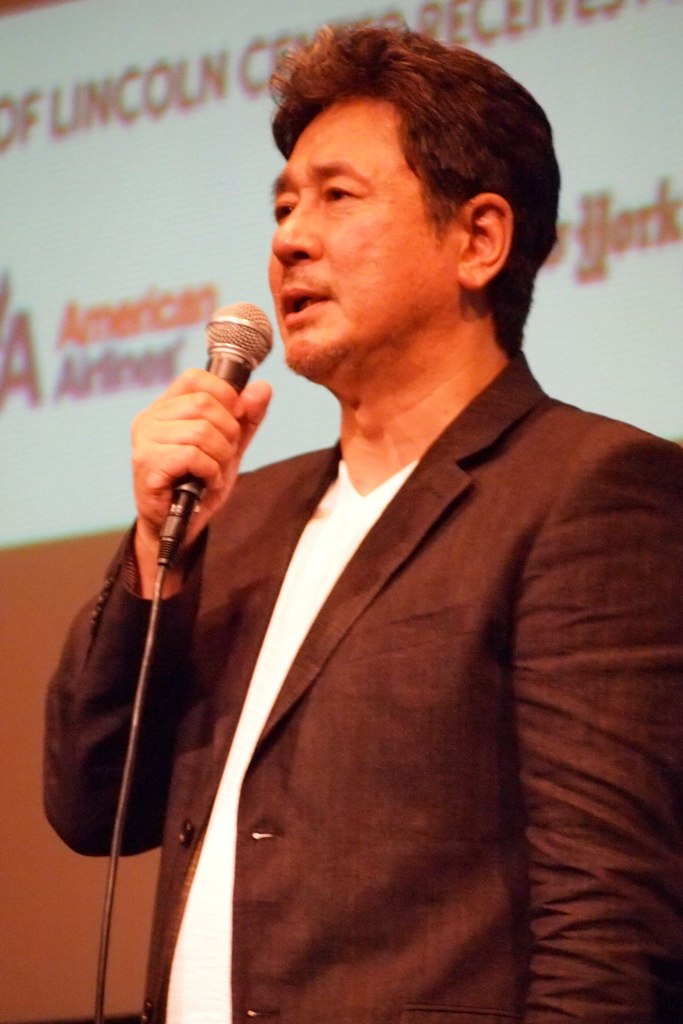
چوی مین شیک (۲۰۱۴، فیلم)
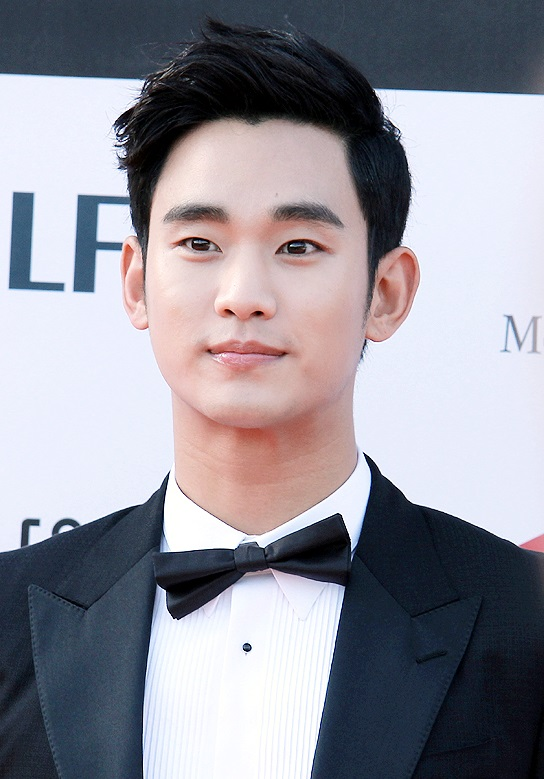
کیم سو هیون (۲۰۱۴، تلویزیون)
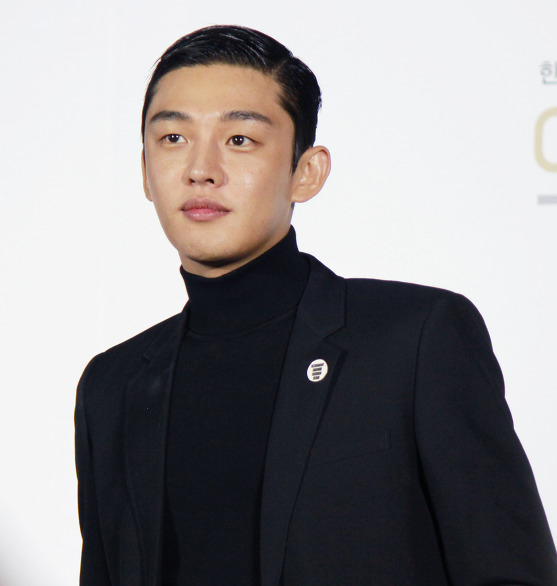
یو آه این (۲۰۱۵، فیلم)
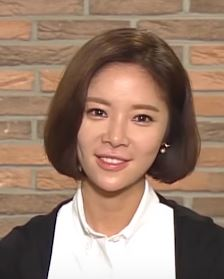
هوانگ جونگ اوم (۲۰۱۵، تلویزیون)
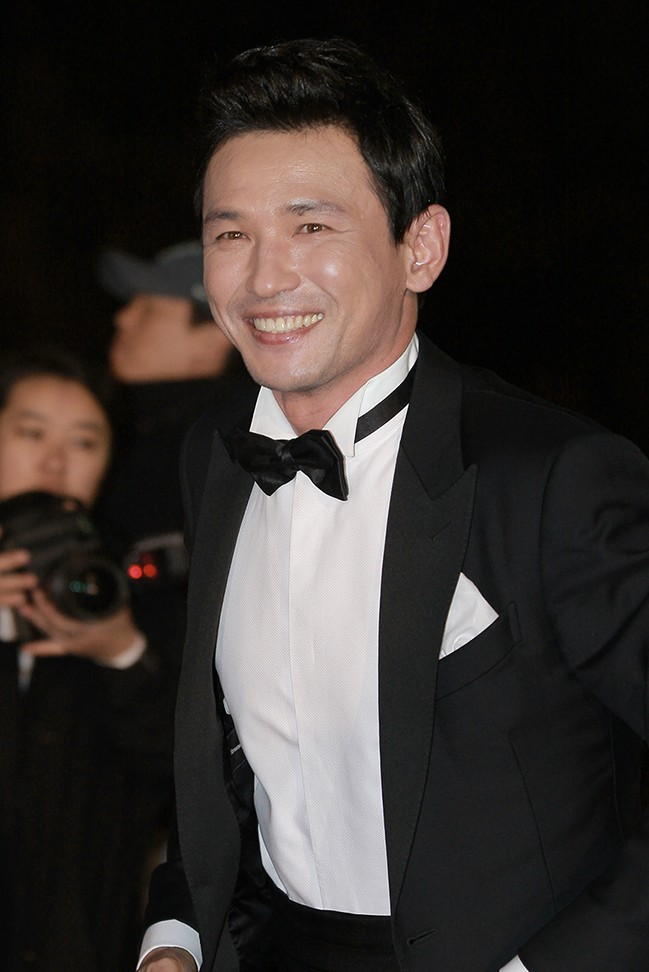
هوانگ جونگ مین (۲۰۱۶، فیلم)
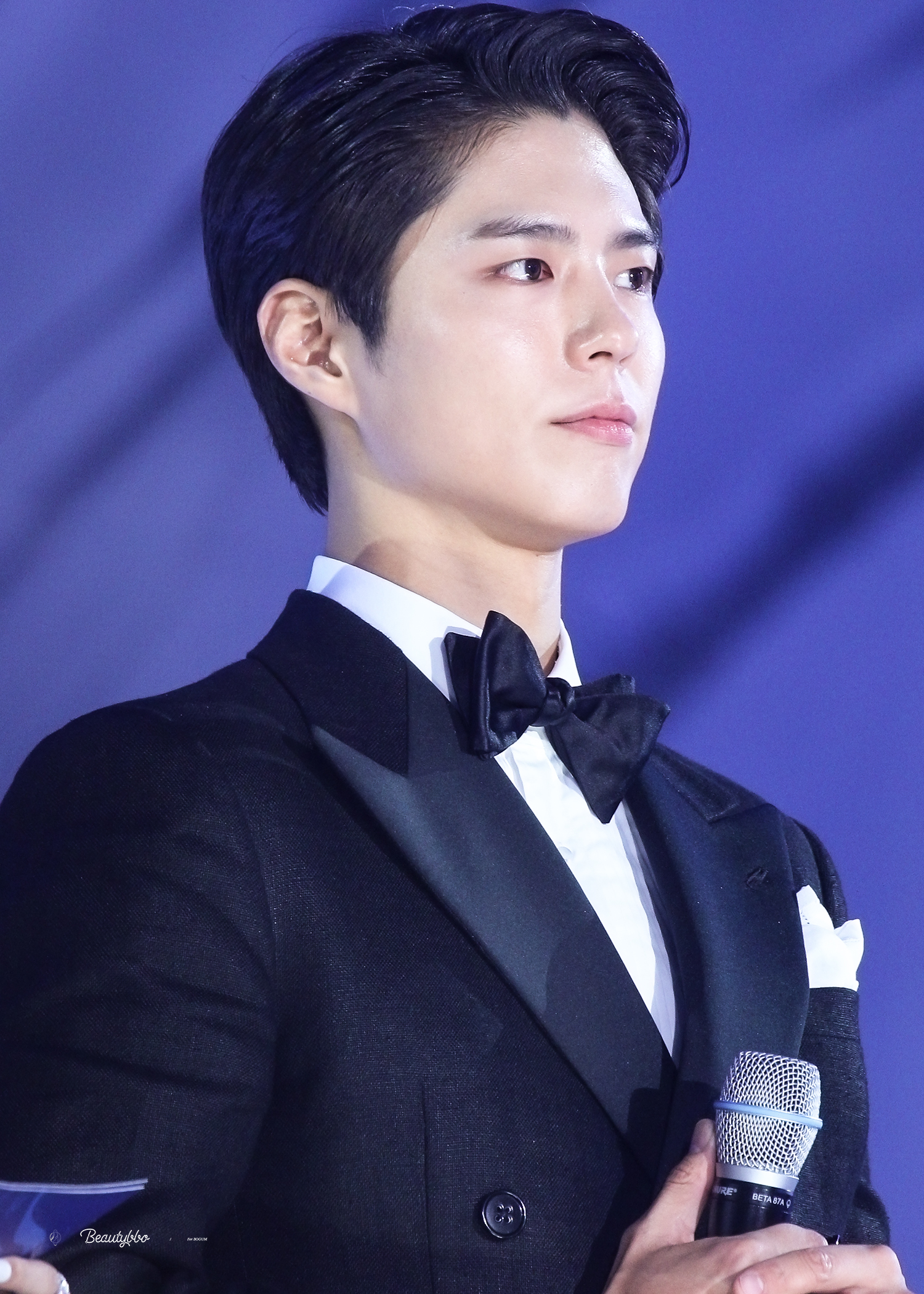
پارک بو گوم (۲۰۱۶، تلویزیون)
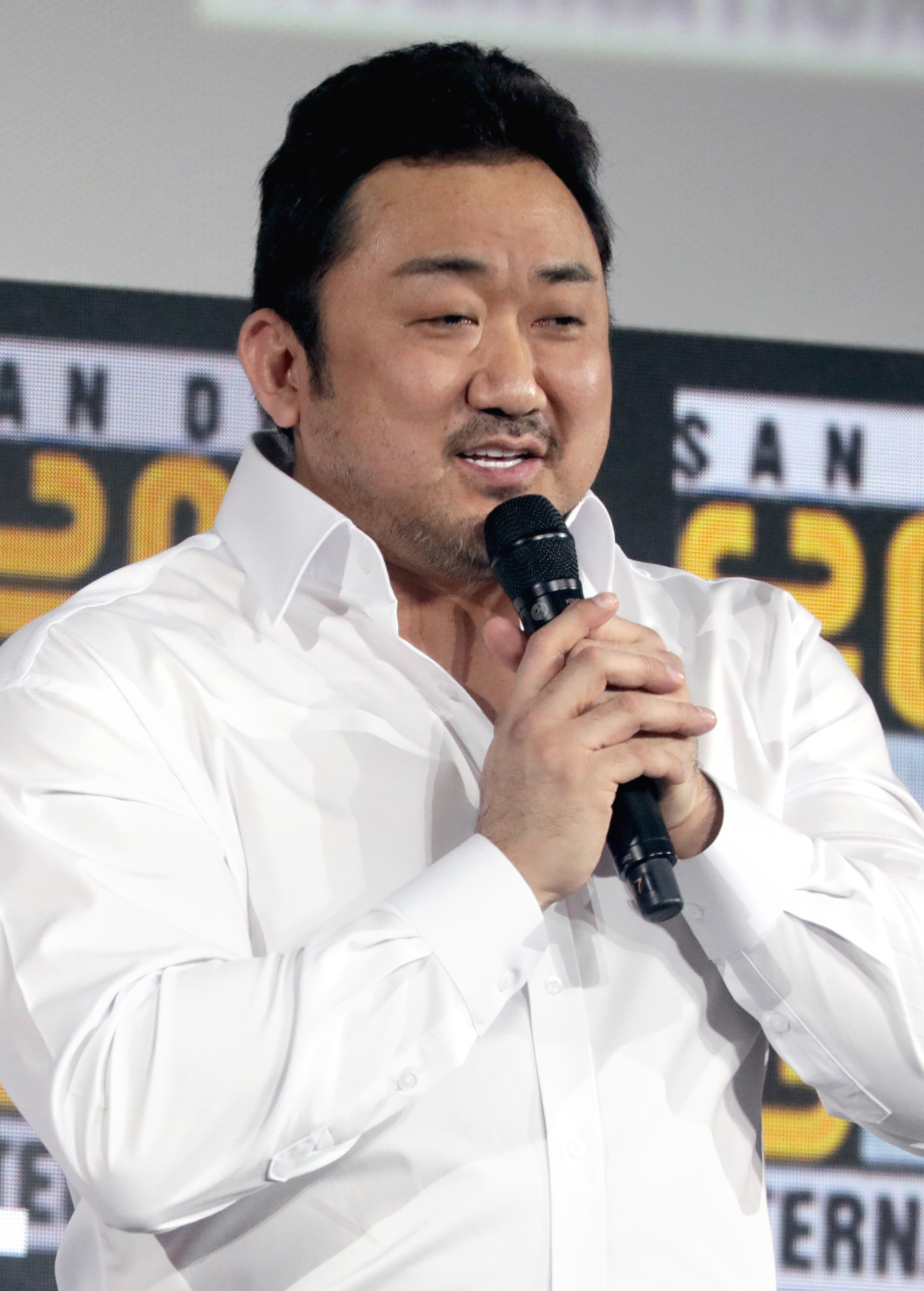
ما دونگ سوک (۲۰۱۸ و ۲۰۲۳–۲۴، فیلم)
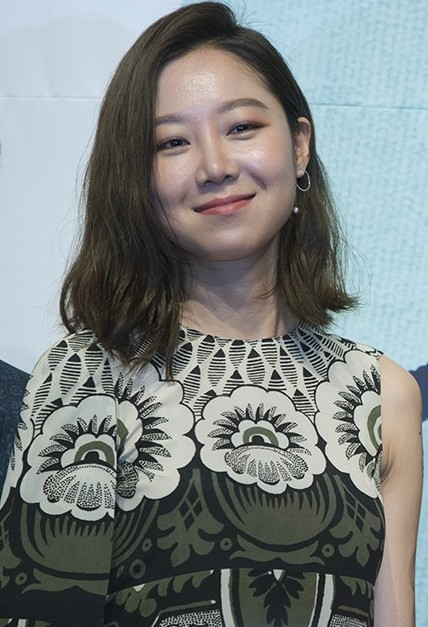
گونگ هیو جین (۲۰۱۹، تلویزیون)
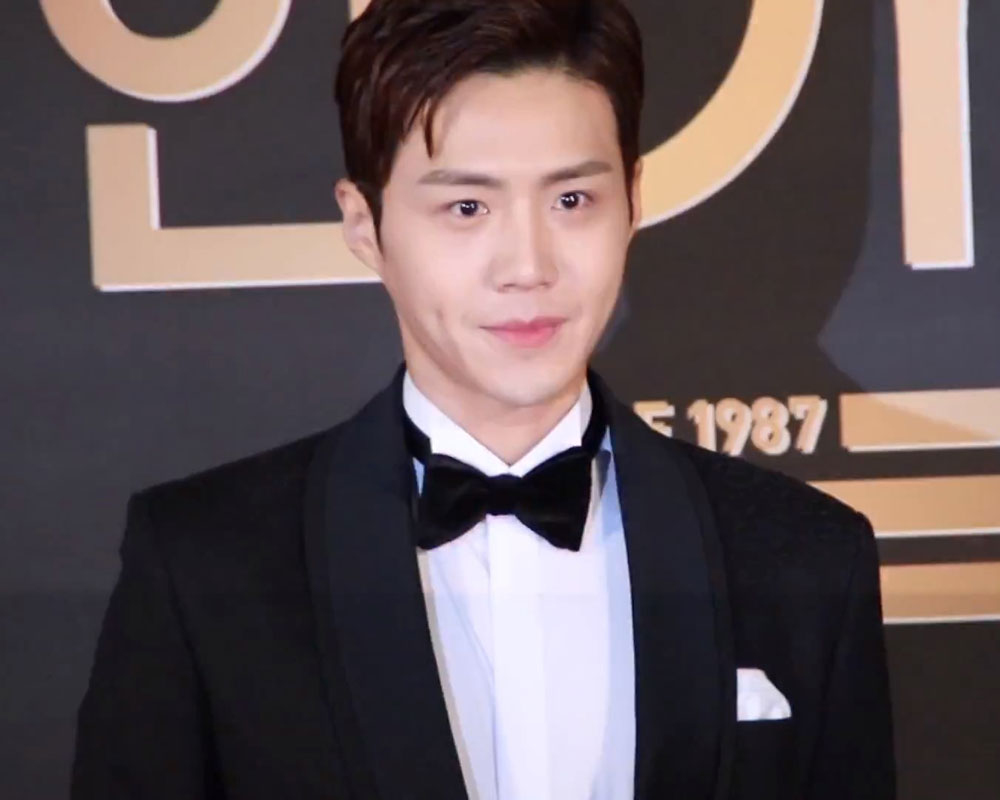
کیم سون هو (۲۰۲۱، تلویزیون)
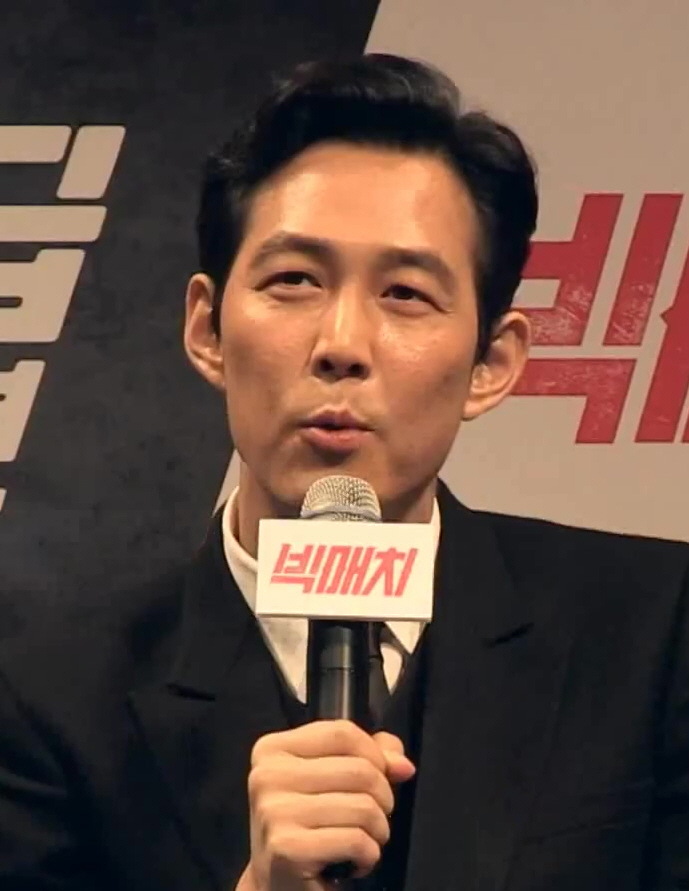
لی جونگ جه (۲۰۲۱–۲۲، فیلم)